# 国際刑事裁判所
国際刑事裁判所（こくさいけいじさいばんしょ、英: International Criminal Court、仏: Cour pénale internationale）は、個人の国際犯罪を裁く常設の国際裁判所である。通称ICCと表記される。フランス語での略称はCPI。本部はオランダのハーグ。

## 概要
ある国の政府が、ある個人の戦争犯罪について捜査・訴追を行う能力や意思がない場合に、その国の政府に代わって国際刑事裁判所が捜査し裁判を行う。ただし、国際刑事裁判所が管轄権を持つ場合に限る。
国際刑事裁判所（ICC）は1998年7月17日に、国際連合全権外交使節会議において採択された国際刑事裁判所ローマ規程（ローマ規程または、ICC規程）に基づき2002年7月1日、オランダのハーグに設置された国際裁判所で、国際関心事である重大な犯罪について責任ある「個人」を訴追・処罰することで、将来において同様の犯罪が繰り返されることを防止することを目的としている。
判事・検察官などは、締約国会議（ASP: Assembly of States Parties）によって選出される。公用語は英語とフランス語。
その管轄は当初、個人の刑事責任に限られて「集団殺害犯罪」、「人道に対する犯罪」、「戦争犯罪」、そして、「侵略犯罪」（いずれも国際刑事裁判所ローマ規程固有の名称）など、国際人道法に対する重大な違反のみを対象としていた。侵略犯罪についてはその定義が明確に定められていなかったが、2010年の再検討会議 (Review Conference) にて協議が行われ、その定義とICCによる管轄権の行使を認める改正条項が採択された。同改正は30か国の批准により発効する規定となっている。
国際司法裁判所（ICJ）と混同されることがあるが、国連の常設司法機関であるICJは、領土の範囲など「国家間の法的紛争（係争案件）」の解決を役割としているのに対し、ICCはあくまで「個人」の戦争犯罪などに関する刑事責任を明らかにして処罰を科し、将来の同種犯罪抑止を目的としており、全く別の存在である。また、ICCは国連からも独立し、その協力関係は別途、「国連と国際刑事裁判所の地位に関する合意」（国連地位協定）を締結することによって成り立っている。国連との協定は2004年7月24日に発効している。

## 加盟国
世界125か国が締約している一方、批准していない国も多くある。アメリカ合衆国、中華人民共和国、ロシア連邦の三か国は未加盟であり且つ国連安保理常任理事国であることから、有効性を疑問視する見方もある。

締約国
未批准の署名国
後に脱退した締約国
後に署名を撤回した署名国
非加盟国

- 締約国 - 125か国（日本は2007年7月17日加入[9]）
  - アフリカ - 33か国（ベナン、ボツワナ、ブルキナファソ、カーボヴェルデ、中央アフリカ共和国、チャド、コモロ、コンゴ民主共和国、コンゴ共和国、コートジボワール、ジブチ、ガボン、ガンビア、ガーナ、ギニア、ケニア、レソト、リベリア、マダガスカル、マラウィ、マリ、モーリシャス、ナミビア、ニジェール、ナイジェリア、セネガル、セーシェル、シエラレオネ、南アフリカ[10]、タンザニア、チュニジア、ウガンダ、ザンビア）
  - アジア・大洋州 - 19か国（アフガニスタン、アルメニア、オーストラリア、バングラデシュ、カンボジア、キリバス、クック諸島、東ティモール、フィジー、日本、大韓民国、モルディブ、マーシャル諸島、モンゴル、ナウル、ニュージーランド、サモア、タジキスタン、バヌアツ）
  - 中東 - 2か国（ヨルダン、パレスチナ）
  - ヨーロッパ - 42か国（アルバニア、アンドラ、オーストリア、ベルギー、ボスニア・ヘルツェゴビナ、ブルガリア、クロアチア、キプロス、チェコ、デンマーク、エストニア、フィンランド、フランス、ジョージア、ドイツ、ギリシャ、ハンガリー、アイスランド、アイルランド、イタリア、ラトビア、リヒテンシュタイン、リトアニア、ルクセンブルク、北マケドニア共和国、マルタ、モルドバ、モンテネグロ、オランダ王国、ノルウェー、ポーランド、ポルトガル、ルーマニア、サンマリノ、セルビア、スロバキア、スロベニア、スペイン、スウェーデン、スイス、ウクライナ、イギリス）
  - 北アメリカ - 1か国（カナダ）
  - 中南米 - 28か国（アンティグア・バーブーダ、アルゼンチン、バルバドス、ベリーズ、ボリビア、ブラジル、チリ、コロンビア、コスタリカ、ドミニカ国、ドミニカ共和国、エクアドル、エルサルバドル、グレナダ、グアテマラ、ガイアナ、ホンジュラス、メキシコ、パナマ、パラグアイ、ペルー、セントクリストファー・ネイビス、セントルシア、セントビンセント・グレナディーン、スリナム、トリニダード・トバゴ、ウルグアイ、ベネズエラ）
- 署名国（締約国となった国を除く。「*」印は、批准の意思がないことを表明したことを示す。） - 29か国（アルジェリア、アンゴラ、バハマ、バーレーン、カメルーン、エジプト、エリトリア、ギニアビサウ、ハイチ、イラン、イスラエル*、ジャマイカ、クウェート、キルギス、モナコ、モロッコ、モザンビーク、オマーン、ロシア*、サントメ・プリンシペ、ソロモン諸島、スーダン*、シリア、タイ、アラブ首長国連邦、アメリカ*、ウズベキスタン、イエメン、ジンバブエ）
- 脱退した国 - 2か国（ブルンジ[11]、フィリピン[12]）

2025年1月現在

### 日本との関わり
日本は2007年7月17日には加入書を国連に寄託し、同年10月1日、正式に105か国目の締約国となっている。ローマ規程およびその協力法は、国内法において2007年10月1日に発効した。日本がそれまで批准できなかった理由については、様々な複合的な要素が絡んでいたと考えられているが、2007年11月30日に行われた補欠判事選挙では、初めての日本のICC裁判官候補として指名された齋賀富美子がトップ当選を果たすなど、加盟以後は積極的な参加姿勢を示している。齋賀は2009年4月、在任中に急病で死去した。同年、11月の補欠選挙で尾崎久仁子が当選し、同裁判官は第一審裁判部門に配属された。2018年3月には、日本人として3人目の判事に最高検察庁検事・国際司法協力担当大使の赤根智子が就任し、2024年3月には所長に就任した。
日本がICCに対して人材面・財政面で様々な貢献を行う理由について、日本政府は、「日本は外交政策の柱の一つとして、国際社会における法の支配の強化を掲げ、紛争の平和的解決等を促進」するという外交上の理由を挙げており、いわゆる価値観外交、人権外交の一環として位置付けられる。2020年時点で、日本は最も分担金を拠出している（約2400万ユーロ、16.3%）。

## 活動

### 取扱い案件
国際刑事裁判所が扱う案件は、その取扱い状況によって大きく分けて次の5種に分類される。
1. 公判案件（一審フェーズ）：公判段階にあり「公判（trial）」の取扱いとなっている案件
2. 訴追案件（予審フェーズ）：公判段階にないが「訴追（case）」の取扱いとなっている案件
3. 捜査案件（起訴フェーズ）：訴追段階にないが「捜査（investigation）」の取扱いとなっている案件
4. 付託案件（検討フェーズ）：訴追段階にないが「付託（referred ）」の取扱いとなっている案件
5. 検討案件（調査フェーズ）：捜査段階にないが「検討（considered）」の取扱いとなっている案件

各案件の目安としての段階別進捗度
0. 検討開始：検討を開始した状態
1. 付託受理：付託が受理された日
2. 捜査開始：捜査開始が決定された日
3. 捜査完了：捜査完了の状態
4. 訴状発行：極秘逮捕状の発行日
5. 訴状公開：極秘逮捕状の公開日
6. 被告出廷：被告の初出廷日
7. 予審開始：予備審問が開始された日
8. 判断通告：予審判断が通告された日
9. 上訴受理：予審判断に対する上訴が受理された日
10. 上訴判断：上訴に対する上訴審の判断が通告された日
11. 一審開始：一審裁判が開始された日
12. 一審終了：一審裁判が終了した日
13. 上訴受理：一審判断に対する上訴が受理された日
14. 上訴判断：上訴に対する上訴審の判断が通告された日
```
段階別進捗度の目安が示すフェーズ

（0〜 1） 一般付託〜検討開始＝調査フェーズ
（1〜 2） 付託受理〜捜査開始＝検討フェーズ
（2〜 3） 捜査開始〜捜査完了＝捜査フェーズ
（4〜 6） 訴状発行〜被告出廷＝起訴フェーズ
（7〜 10）予審開始〜判断の通告＝予審フェーズ
（11〜12）一審開始〜一審終了＝一審フェーズ
（13〜14）一審上訴〜再審開始＝再審フェーズ
```

### 主な具体案件
2005年7月8日にジョゼフ・コニーらテロ組織神の抵抗軍幹部に初のICC逮捕状が発行され、同年10月13日には逮捕状が公開され、2006年6月1日にICCから要請を受けた国際刑事警察機構（ICPO）は国際手配を行った。
ICCが初めて国際連合憲章第7章に基づく案件の付託を受けたスーダン・ダルフール案件については、2007年5月に、現職の政府閣僚を含む容疑者2名に対して初めて逮捕状が発行されている。同案件について2008年7月、ICC検察局はさらに同国のオマル・バシール大統領の逮捕状も請求し逮捕状は2009年3月4日に発行された。
2008年8月には、北オセチアをめぐるグルジア事態について、グルジア・ロシア連邦両国政府の協力を得て調査を開始している。
2009年1月26日にコンゴ民主共和国の案件について公判が開始された。
2011年2月26日にICCへの付託では初めて全会一致で採択された安保理決議1970に基づいてICC検察官によるリビアに対する捜査が開始され、6月27日に当時の指導者ムアンマル・アル＝カッザーフィーの逮捕状を請求、ICC検察官の要請に従ってICPOは国際指名手配を行った。
2011年11月30日に2010年コートジボワール危機のさなか人道に対する罪を犯したとしてローラン・バグボ前大統領を逮捕・収監。元首経験者に対しはじめて逮捕状を執行した。
2012年4月26日にリベリア内戦で人道に対する罪などを犯したとしてリベリアの元大統領チャールズ・テーラーがオランダのハーグで開かれたシエラレオネ特別法廷で国家元首経験者に対する国連設置法廷史上初の有罪判決を受けた。なお、シエラレオネ特別法廷は、この裁判をリベリア国内で開廷した場合には治安・警備上の懸念があったことから、公判はオランダのハーグで実施したため、国際刑事裁判所で裁判があったとする報道があるが、この法廷は、国連が設置したものであり国際刑事裁判所で裁判されたものではない。
2007年からアフガニスタンにおける予備調査が開始され、2013年11月には「アフガニスタンで、戦争犯罪及び人道に対する罪が過去そして今も犯されている」と結論づける報告書が発表された。しかし、カルザイ政権が人権委員会による報告書の公表を阻止し、米国ほか諸外国政府も了承するように非協力姿勢で、ICCも「正義にかなう」ものにならないと調査は進まず、予備調査は最長の13年間も続いた。それでも、2020年3月にアフガニスタン紛争における米国などの戦争犯罪の疑惑について、捜査を進める判断を出した。これに反発する米トランプ政権はICC職員を制裁するなど圧力をかけ、ICCも一時は捜査開始を却下するなど屈した。その後再開するも、優先対象をISILなどの過激派組織に変え、米軍犯罪は後回しにするとした。
2022年3月2日には、ロシアによるウクライナ侵攻に伴う戦争犯罪、人道に対する犯罪について、検察官による捜査開始の申立てを受け、日本の赤根智子判事を含む3名の裁判官による検討に入り、2023年3月17日にウラジーミル・プーチン大統領とマリア・リヴォワ＝ベロワ大統領全権代表（子供の権利担当）に対し、ウクライナ占領地域からの子供たちの違法連行に関与した容疑で逮捕状を発行した。2024年3月5日、指揮下の部隊がウクライナの電力施設にミサイル攻撃を実行したとして、黒海艦隊のビクトル・ニコラエヴィッチ・ソコロフ司令官と長距離航空部隊のセルゲイ・コビラシュ司令官に対し逮捕状を発行した。同年6月25日、戦争犯罪などの疑いでワレリー・ゲラシモフ軍参謀総長とセルゲイ・ショイグ前国防相の逮捕状を発行した。
2024年5月20日には、パレスチナ・イスラエル戦争に伴う戦争犯罪、人道に対する犯罪について、カリム・カーン主任検察官は、イスラエル首相のベンヤミン・ネタニヤフ、同国国防大臣のヨアヴ・ガラント、ハマース幹部のうち、政治局長のイスマーイール・ハニーヤ、軍事部門トップのムハンマド・デイフ、ガザ地区指導者のヤヒヤ・シンワルの5名について、逮捕状の発行を請求した。同年11月21日、ネタニヤフとガラント、デイフに対し逮捕状を発行した。
2025年3月12日、麻薬密売人らの超法規的殺害を命じたとして、人道に対する罪の疑いで逮捕されたフィリピンのロドリゴ・ドゥテルテ前大統領について、同国から身柄の引き渡しを受けた。ドゥテルテ前政権は捜査方針に反発して2019年にICCを脱退したが、ICCは超法規的殺害が脱退前に起きたとして管轄権を認定していた。

#### 確定案件
- スーダン バハール・イドリス・アブ・ガルダ（英語版）

現状：
8.（2010年2月8日）予審打切り決定
- ケニア ウフル・ケニヤッタ、フランシス・キリミ・ムタウラ（英語版）、モハメド・フセイン・アリ(Mohammed Hussein Ali)

現状：
12.（2011年10月5日）証拠が不十分なため、告訴は取り下げ。検察官が新しい証拠を提出しない限り事件は終結。
- リビア ムアンマル・アル＝カッザーフィー

現状：
被疑者死亡のため終了 （2011年11月22日）
- スーダン カリクステ・ムバルシマナ（英語版）

現状：
8.（2010年2月8日）予審打切り決定、14.（2011年12月23日）上訴棄却確定
- リビア アブドゥラアル・セヌッシ（英語版）

現状：
8.（2013年10月11日）予審打切り決定
- コンゴ民主共和国（トマス・ルバンガ）

現状：
12.（2012年7月10日）14年の禁固刑、14.（2014年12月1日）上訴棄却確定
- コンゴ民主共和国（ジェルマン・カタンガ（英語版））

現状：
12.（2014年3月7日）、12年の禁固刑、14.（2014年6月25日）上訴取下確定
- コンゴ民主共和国（マチュー・グジョロ・チュイ（英語版）案件）

現状：
12.（2012年12月18日）無罪、14.（2015年2月27日）上訴棄却確定
- ケニア ウィリアム・ルト、ジョシュア・アラップ・サン（英語版）

現状：
12.（2016年4月5日）公判を維持する十分な証拠がないとして打切り決定
- マリ（アフマド・アル＝ファキ・アル＝マフディ（英語版）裁判）

現状：
12.（2016年9月27日）、9年の禁固刑、14.（2018年3月8日）上訴棄却確定
- 中央アフリカ ジャン＝ピエール・ベンバ

現状：
12.（2016年6月21日）、18年の禁固刑、14.（2018年6月8日）無罪
- 中央アフリカ ジャン＝ピエール・ベンバ、エイメ・キロロ・ムサンバ(Aimé Kilolo Musamba)、ジャン＝ジャック・マンゲンダ・カボンゴ(Jean-Jacques Mangenda Kabongo)、フィデル・ババラ・ワンドゥ(Fidèle Babala Wandu)、ナルシス・アリド(Narcisse Arido)

戦争犯罪そのものではなく、裁判中の虚偽の証言による有罪
現状：
14.（2018年9月17日）上訴棄却確定
- コンゴ民主共和国 ンタガンダ（英語版）

現状：
12.（2019年7月8日）、30年の禁固刑、14.（2021年3月30日）上訴棄却確定
- コートジボワール ローラン・バグボ、シャルル・ブレ・グデ

現状：
12.（2019年1月15日）、無罪、14.（2021年3月31日）上訴棄却確定

#### 公判案件（上訴審フェーズ）
- ウガンダ ドミニク・オングウェン（英語版）

現状：
12.（2021年5月6日）、25年の禁固刑、:13. （2021年5月21日）

#### 公判案件（一審フェーズ）
- ケニア ポール・ギチェル（英語版）

現状：
8.（2020年12月11日）予審終結
- ケニア フィリップ・キプコエチ・ベット(Philip Kipkoech Bett）

現状：
8.（2020年12月11日）予審終結決定。身柄確保まで事件は留保。
- マリ（アルハッサン・アグ・アブドゥル・アジズ（英語版））

現状：
4.（2018年3月27日）、8.（2019年9月30日）、11（2020年7月14日）
- コンゴ民主共和国 アルフレッド・イェカトム（英語版）とパトリス-エドワード・ナイソナ（英語版）

現状：
8.（2019年12月11日）11. (2021年2月16日)
- 中央アフリカ アルフレッド・イェカトム、パトリス-エドワード・ナイソナ

現状：
11（2021年2月16日）

#### 訴追案件（予審フェーズ）
- 中央アフリカ マハマト・サイード・アブデル・カニ

現状：
6（2021年1月28日）
- スーダン アブド・アッラフマン（Ali Muhammad Ali Abd-Al-Rahman）

現状：
7.（2021年5月24日）

#### 捜査案件（起訴フェーズ）
- スーダン（アーメド・ハルン（英語版）・アリ・クシャイブ（英語版）案件）

現状：
3.（2007年2月27日）、4.公開逮捕状の発行に踏み切った為なし
- コートジボワール シモーネ・グバグボ（英語版）

現状：
4.（2012年2月29日）、5.（2012年11月22日）
- ケニア バラサ（Walter Barasa）

現状：
4.（2013年8月2日）、5.（2013年10月2日）
- リビア ハレド

現状：
5. （2017年4月24日）
- リビア フムード・ムスタファ・ブサイフ・アル＝ヴェルファッリ（英語版）

5. （2018年7月4日）

#### 付託案件（検討フェーズ）
- ウガンダ（LRA〈神の抵抗軍〉幹部案件）

現状：
5.（2005年10月13日）
- スーダン（アーメド・ハルン、アリ・クシャイブ）

現状：
5.（2007年4月27日）
※日本を含む41か国（2022年3月1日に、EU諸国、スイス、オーストラリア、ニュージランド等の39か国、3月11日に日本と北マケドニア）の付託に基づく。ウクライナはローマ規程の締約国ではないが、ローマ規程第12条（3）に従い、その領土で発生したローマ法に基づく犯罪の申し立てに対する裁判所の管轄権を受け入れる宣言を行っている。
- ウクライナ （2013年11月21日以降のすべての者によるウクライナ領域内における戦争犯罪、人道に対する罪、またはジェノサイド）

現状：
2.（2022年3月2日）
※国際連合安全保障理事会からは2つの事態がICC検察官に付託されている。
- スーダン（ダルフール地方）オマル・ハッサン・アフマド・アル＝バシール

現状：
5.（2009年3月4日）
5.（2010年7月12日）
- スーダン アブデル・ラヒム・モハメド・フセイン（英語版）

現状：
5.（2012年3月1日）

#### 検討案件（調査フェーズ）
以下が検察官の自己発意（パレスチナは自己付託も行われている）で調査中で、フェーズ0である。
- ジョージア

現状：
0.（2016年1月）
- ブルンジ

現状：
0.（2017年10月）
- パレスチナ

現状：
0.（2015年1月）
0.（2018年3月）パレスチナの自己付託
- バングラデシュ

現状：
0.（2019年11月）
- ミャンマー

現状：
0.（2019年11月）
- アフガニスタン

現状：
0.（2020年3月）

### 被害者信託基金
国際刑事裁判所は、被害者のために以下の特徴を持つ被害者信託基金（Trust Fund for Victims）を設立している。
- 裁判所は、適当な場合に信託基金を通じての賠償を命令することができる。
- 信託基金は、個人と集団の双方を対象としている。
- 賠償金は、直接個人または援助組織などの団体に送られる。
- 賠償は、有罪の判決を受けた者だけが行うのではなく、政府・国際機関・個人からの補助金が使われる場合もある。

信託基金では、市民の支援や募金を求めている。
- 信託基金キャンペーンホームページ（米国連協会）
- 信託基金への支援活動（ヒューマンライツファースト

基金規模（2007年1月22日現在）
- 基金総額：2,370,000ユーロ（EUR） = 約3億7,205万円（前年比：+約1億1,548万円）
- 誓約金額：    0ユーロ（EUR） = 約     0円（前年比：-約  4,328万円）

## 国際刑事裁判所の構成
主な出典：（英文）ICC-CPI公式サイト　（和文）国際刑事裁判所問題日本ネットワーク（JNICC） ブログ「国際刑事裁判所（ICC）と日本」
- 裁判所長会議（The Presidency）詳細
- 裁判部（The Chambers）詳細
- 検察局（Office of the Prosecutor）詳細
- 書記局（The Registry）詳細

### 裁判所長会議
裁判所長会議（The Presidency）は、国際刑事裁判所全体の適切な運営に関する一切を一任されている。ただし、独立部門である検察局については、両部門が関わる事項についてのみ、検察官の承諾を得た上で管理を統括することができる。
構成
- 人数：3名（裁判所長、裁判所第一次長、裁判所第二次長）
- 選出：18名の判事全員の過半数の投票により選出される。
- 任期：3年（1回限り再選可能）
- 勤態：常勤
- 裁判所長（President）
赤根智子（Tomoko Akane、 日本、女性）-2024年3月11日-2027年3月10日
- 裁判所第一次長（First Vice President）
ロザリオ・サルヴァトーレ・アイタラ（Rosario Salvatore Aitala、 イタリア、男性）-2024年3月11日-2027年3月10日
- 裁判所第二次長（Second Vice President）
レイネ・アラピニ-ガンソウ（Reine Alapini-Gansou、 ベナン、女性）-2024年3月11日-2027年3月10日

### 裁判部
裁判部（The Chambers）は、締約国会議（ASP）によって選出された18名の判事が振り分けられる各部門（Division）から構成され、各判事はこの部門を構成する各裁判部（Chamber）に振り分けられて配置される。
主要部門と任務
- 予審裁判部門（詳細）
  - 7名の判事が所属。通常は事件ごとに3人の判事により事件を処理。
  - 捜査開始の可否の決定、捜査中止の判断、逮捕状の発行、公開審問の運営

- 第一審裁判部門（詳細）
  - 6名の判事が所属。通常は事件ごとに3人の判事により事件を処理。
  - 必要な手続きの制定と実践、権利保証手続き、被害者及び証人の安全保護

- 上訴裁判部門（詳細）
  - 5名の判事が所属。全員で事件を処理。
  - 判断、判決の撤回・改訂、新たな裁判の実行（再審）

構成と概要
- 人数：18名（2021年3月現在）、他に3名の任期満了した裁判官が継続中の事件について引き続き在任している。
- 選出：裁判官は締約国会議（ASP）における選挙によって選ばれる。各締約国が推薦できる候補者は1名である。
- 任期：9年（ただし、第1回の選挙で選出された裁判官は、抽選により3年間、6年間、9年間の職務に就く。補欠で選出された裁判官は、前任者の残余期間。再選はできないが、第1回の選挙で選出された裁判官で3年の在任期間とされた裁判官と、補欠で選出された裁判官で任期が3年以下となる場合は、1回の再選が可能。また第一審裁判部門及び上訴裁判部門の裁判官は、任期満了後においても継続中の事件について引き続き在任する。）
- 裁判官の選出にあたって考慮される事項
  - 世界の主要な法体系の代表であること
  - 地理的均衡性
  - 男女の割合が公平であること
  - 女性及び児童に対する暴力などを含む特定の事項について法的専門知識を持つ裁判官を含めること

#### 裁判官
2021年3月11日現在、国際刑事裁判所裁判官（Judges）の構成は、女性9名・男性9名の計18名。出身地域はアフリカ地域4名、アジア・太平洋地域2名、西ヨーロッパ・その他地域5名、東ヨーロッパ地域3、ラテンアメリカ・カリブ地域4名である。
- リストA（刑法や刑事訴訟法に関する知識・経験を有する裁判官）14名

1. ピュートル・ホフマンスキー（Piotr Hofmański、 ポーランド、男性）-2015年3月11日-2024年3月10日
2. バートラム・シュミット（Bertram Schmitt、 ドイツ、男性）-2015年3月11日-2024年3月10日
3. チュン・チャンホ（Chang-ho Chung、 韓国、男性）-2015年3月11日-2024年3月10日
4. ルス・デル・カルメン・イバニェス・カランザ（Luz del Carmen Ibáñez Carranza、 ペルー、女性）-2018年3月11日-2027年3月10日
5. ソロミー・バルンギ・ボッサ（Solomy Balungi Bossa、 ウガンダ、女性）-2018年3月11日-2027年3月10日
6. 赤根智子（Tomoko Akane、 日本、女性）-2018年3月11日-2027年3月10日
7. レイネ・アラピニ-ガンソウ（Reine Alapini-Gansou、 ベナン、女性）-2018年3月11日-2027年3月10日
8. キンバリー・プロスト（Kimberly Prost、 カナダ、女性）-2018年3月11日-2027年3月10日
9. ロザリオ・サルヴァトーレ・アイタラ（Rosario Salvatore Aitala、 イタリア、男性）-2018年3月11日-2027年3月10日
10. ジョアンナ・コーナー（Joanna Korner、 イギリス、女性）-2021年3月11日-2030年3月10日
11. ゴッチ・ロードキパニゼ（Gocha Lordkipanidze、 ジョージア、男性）-2021年3月11日-2030年3月10日
12. ミアッタ・マリア・サンバ（Miatta Maria Samba、 シエラレオネ、女性）-2021年3月11日-2030年3月10日
13. アルテア・バイオレット・アレクシス-ウィンザー（Althea Violet Alexis-Windsor、 トリニダード・トバゴ、女性）-2021年3月11日-2030年3月10日

- リストB（国際法に関する知識・経験を有する裁判官）5名

1. マーク・ペリン・デ・ブリシャンボー（Marc Perrin de Brichambaut、 フランス、男性）-2015年3月11日-2024年3月10日
2. アントワーヌ・ケシア-ムベ・ミンドゥア（Antoine Kesia-Mbe Mindua、 コンゴ民主共和国、男性）-2015年3月11日-2024年3月10日
3. ペーテル・コヴァーチ（Péter Kovács、 ハンガリー、男性）-2015年3月11日-2024年3月10日
4. ソコロ・フローレス・リエラ（Socorro Flores Liera、 メキシコ、女性）-2021年3月11日-2030年3月10日
5. セルジオ・ジェラルド・ウガルデ・ゴディネス（Sergio Gerardo Ugalde Godínez、 コスタリカ、男性）-2021年3月11日-2030年3月10日

- 任期満了で、継続中の事件について引き続き在任する裁判官 3名
- リストA（刑法や刑事訴訟法に関する知識・経験を有する裁判官）2名

1. チリ・エボエ-オスジ（Chile Eboe-Osuji、 ナイジェリア、男性）-2012年3月11日-2021年3月10日
2. ハワード・モリソン（Howard Morrison、 イギリス、男性）-2012年3月11日-2021年3月10日

- リストB（国際法に関する知識・経験を有する裁判官）1名

1. ラウル・カノ・パンガランガン（Raul Cano Pangalangan、 フィリピン、男性）-2012年3月11日-2021年3月10日

##### 配属部署
2021年3月11日現在の各部署の配属は次の通り。

###### 予審裁判部門
現在、予審裁判部門（Pre-Trial Division）には7名の判事が配属されている。男女比は4対3。
1. アントワーヌ・ケシア-ムベ・ミンドゥア（Antoine Kesia-Mbe Mindua、 コンゴ民主共和国、男性）
2. ペーテル・コヴァーチ（Péter Kovács、 ハンガリー、男性）
3. 赤根智子（Tomoko Akane、 日本、女性）
4. レイネ・アラピニ-ガンソウ（Reine Alapini-Gansou、 ベナン、女性）
5. ロザリオ・サルヴァトーレ・アイタラ（Rosario Salvatore Aitala、 イタリア、男性）
6. ソコロ・フローレス・リエラ（Socorro Flores Liera、 メキシコ、女性）
7. セルジオ・ジェラルド・ウガルデ・ゴディネス（Sergio Gerardo Ugalde Godínez、 コスタリカ、男性）

###### 第一審裁判部門
現在、第一審裁判部門（Trial Division）には、6名の判事が配属されている。男女比は2対4。
1. キンバリー・プロスト（Reine Alapini-Gansou、 カナダ、女性）
2. バートラム・シュミット（Bertram Schmitt、 ドイツ、男性）
3. チュン・チャンホ（Chang-ho Chung、 韓国、男性）
4. ジョアンナ・コーナー（Joanna Korner、 イギリス、女性）
5. ミアッタ・マリア・サンバ（Miatta Maria Samba、 シエラレオネ、女性）
6. アルテア・バイオレット・アレクシス-ウィンザー（Althea Violet Alexis-Windsor、 トリニダード・トバゴ、女性）

上記の他、次の1名の裁判官が、継続中の事件について引き続き在任している。
1. ラウル・カノ・パンガランガン（Raul Cano Pangalangan、 フィリピン、男性）

###### 上訴裁判部門
現在、上訴裁判部門（Appeals Division）には5名の判事が配属されている。男女比は3対2。
1. ピュートル・ホフマンスキー（Piotr Hofmański、 ポーランド、男性）
2. ルス・デル・カルメン・イバニェス・カランザ（Luz del Carmen Ibáñez Carranza、 ペルー、女性）
3. マーク・ペリン・デ・ブリシャンボー（Marc Perrin de Brichambaut、 フランス、男性）
4. ソロミー・バルンギ・ボッサ（Solomy Balungi Bossa、 ウガンダ、女性）
5. ゴッチ・ロードキパニゼ（Gocha Lordkipanidze、 ジョージア、男性）

上記の他、次の2名の裁判官が、継続中の事件について引き続き在任している。
1. チリ・エボエ-オスジ（Chile Eboe-Osuji、 ナイジェリア、男性）
2. ハワード・モリソン（Howard Morrison、 イギリス、男性）

### 検察局
検察局（OTP：Office of the Prosecutor）は、国際刑事裁判所を構成する4部門のうちの一つであるが、他の部門とは独立した権限を持つ。締約国会議（ASP）によって選出され、任期が9年の検察官（Chief Prosecutor）がその統括責任者を務める。人事、施設および、その他のOTPに関わる全ての資産についてその全管理運営責任を負う。
検察局には、検察官を補佐する1名の次席検察官（Deputy Prosecutor）が置かれる。次席検察官も、締約国会議（ASP）によって選出され、任期が9年であるが、検察官の指名する3人の候補者から選出されると規程されている。検察局には、訴追部門（Prosecutions Division）と捜査部門（Investigations Division）という2つの実務部門とOTP各部との連携・協力および、各国・国際機関との協力窓口業務を担う管轄、補完性及び協力統括部（JCCD：Jurisdiction, Complementarity and Cooperation Division）という1つの補佐部門の計3部門が置かれている。
主要部門と任務
- 捜査部門（Investigations Division）
  - 証拠の収集と審査、捜査対象・被害者および、証人の尋問など、捜査に関連する業務の統括・遂行

- 訴追部門（Prosecutions Division）
  - ICC内の各裁判部に対する起訴手続き

- 管轄、補完性及び協力統括部門（JCCD：Jurisdiction, Complementarity and Cooperation Division）
  - 捜査部門の協力を得つつ付託案件や提供情報などの精査
  - 各国、各機関との協力関係の確保

#### 検察官
- 検察官（The Prosecutor）
カリム・アハマド・カーン（Karim A. A. Khan、 イギリス）-2021年6月16日-2030年6月15日
- 次席検察官（Deputy Prosecutor）
マメ・マンディアイ・ニアン（Mame Mandiaye Niang、 セネガル）-2022年3月8日-2031年3月8日
ナザト・シャミーム・カーン（Nazhat Shameem Khan、 フィジー）-2022年3月8日-2031年3月8日

### 書記局
書記局（The Registry）は、国際刑事裁判所の司法的な機能以外の運営管理に関するすべてを担当する。書記局は、裁判所書記（The Registrar）と呼ばれる1人の事務官によって運営される。
構成
- 人数：1名（スタッフ含まず）
- 選出：判事全員による秘密投票の絶対多数を獲得したものを選出
- 任期：5年（再選可能）

#### 裁判所書記
2003年6月24日の締約国会議（ASP）において、ASP事務局（Bureau of the Assembly）の推薦により、フランスのブルーノ・カターラ（Bruno Cathala）が初代裁判所書記として任命されて以降の歴代裁判所書記は以下の通り。
| 代 | 氏名                                           | 出身国   | 性別 | 任期                         | 略歴          |
| -- | ---------------------------------------------- | -------- | ---- | ---------------------------- | ------------- |
| 1  | ブルーノ・カターラ（Bruno Cathala）            | フランス | 男   | 2003年6月24日 - 2008年4月9日 | 和文          |
| 2  | シルヴァーナ・アルビア（Silvana Arbia）        | イタリア | 女   | 2008年4月17日 - 2013年4月    | 和文          |
| 3  | ハーマン・フォン・ヘーベル（Herman von HEBEL） | オランダ | 男   | 2013年4月17日 - 2018年4月    | 外務省HP      |
| 4  | ピーター・ルイス（Peter Lewis）                | イギリス | 男   | 2018年4月17日 - 2023年4月    | The Registrar |

## ローマ規程の主な条文
条約正文については国際刑事裁判所ローマ規程（外務省公開の日本語訳）参照。
前文・第1条（裁判所）
国際刑事裁判所は国家の刑事裁判権を補完する。
第7条（人道に対する犯罪）第1項g
人道に対する犯罪として、「強かん、性的奴隷、強制売春、強いられた妊娠状態の継続、強制断種その他あらゆる形態の性的暴力であってこれらと同等の重大性を有するもの」が規定された。
第27条（公的資格の無関係性）
国際刑事裁判所規程は、その公的資格に関りなく、すべての者に平等に適用される。国家元首や議員、公務員であっても、規程に基づく刑事責任から免除されない。
そのため、伝統的な国際法の下では訴追できなかった現職の国家元首や閣僚であっても訴追の対象となる（このような規定は、ジェノサイド条約第4条や旧ユーゴスラビア国際戦犯法廷規程第7条にも見られる）。
第36条（裁判官の資格、指名及び選挙）8項a（iii）
裁判官の構成は、男女の割合が公平でなければならない。裁判官のジェンダーバランスが考慮された。これは、国際刑事裁判所が対象とする事態に女性に対する性的暴力が多く含まれるためである。
第43条（書記局）
書記局には、被害者及び証人部門が設置されるが、この部門には、性的暴力によるものを含む精神的外傷に関する専門知識を有する職員を置かなければならない。
第77条（適用される刑罰）1項b
適用しうる刑罰は、30年以下の有期の拘禁刑または終身刑のみで死刑はない。犯罪がきわめて重大であり、有罪とされる人の個人的事情によって正当とされる場合においても、最高刑は終身拘禁刑である。刑を執行する国は刑期終了前に受刑者を釈放してはならず、裁判所だけが減刑する決定権を持つ。
裁判所は有期刑の受刑者は刑期の三分の二、終身刑の受刑者は25年間服役した時に、減刑の可否について再審査する。裁判所は受刑者が減刑の条件に合致する場合は減刑することができる。裁判所は減刑を不許可にした場合も一定の時間ごとに減刑を再審査することができる。

## 国際刑事裁判所に関する批判
ICCには半数以上の国が加盟している一方、反対している国も少なくない。強力で独立した国際裁判所を支持する派と、自国の主権を重んじ国際裁判所の権限を抑えようとする派に分かれている。また、旧西側諸国の戦争犯罪は問わず、主に有色人種国家を標的にしている「国際白人裁判所」だという非難もある。

### アメリカ合衆国
- アメリカ合衆国は国際刑事裁判所規程（ローマ規程）の起草段階で重要な役割を果たしたが、ローマ規程が採択された1998年の国連外交会議では反対票を投じた。クリントン政権時は2000年の12月31日にローマ規程に署名したものの、批准しない旨を公表していた。ブッシュ政権に移行後は、ローマ規程が発効する直前の2002年5月6日に署名を撤回している。署名の撤回は過去に例がなく、署名を撤回することが国際法上可能であるかという問題を含め、多くの議論を呼んだ。批准書の付託業務を請け負う国際連合事務局の条約局（Treaty Division）は、アメリカ政府の署名撤回の申し出を正式に受理していない[注釈 1]。
- 米国は、ICCが政治的に利用される恐れがあるとして、強硬な姿勢をとっている。これは自国軍将兵が戦闘区域での不法行為（主として非戦闘員の殺害など）により訴追される事を防ぐ為、ひいては自国の無謬性を主張する為と見られる。対ICC政策としては、アメリカは以下の政策を実施している。

1. 二国間免責協定（BIA）の締結：アメリカは、自国民をICCに引き渡さないことを約する二国間免責協定（BIA：Bilateral Immunity Agreement）の締結を各国に要請している。この協定は双務的な協定ではなく、米軍兵士、政府関係者ならびにすべての米国籍保有者を保護する目的で同協定の締約国にICCへの引渡しを拒否するよう求める片務的なもの（解説）。
2. 国際連合平和維持軍（PKO）の訴追免責の確保：アメリカは、安全保障理事会で国際連合平和維持軍（PKO）の訴追免責を認める一連の決議（決議1422を2002年[57]、決議1487を2003年[58]）を採択している。2002年の決議は2003年に一度更新されたが、2004年はイラクにおけるアメリカ軍の捕虜の取り扱いが問題となり（→強制収容所、グァンタナモ米軍基地）、アメリカは決議更新の提案を断念、更新されなかった。
3. 米国軍人保護法（ASPA）の制定：アメリカは、ICCに対する協力を禁止し、アメリカ国民にICCからの訴追免責を与える米国軍人保護法（ASPA：American Servicemembers' Protection Act）を制定している。ASPAでは、アメリカとBIAを結ばない国（NATO諸国及び一部の同盟国を除く）に対する軍事援助を停止することも規定されている。さらに2004年には、アメリカとBIAを締結していないローマ規程の締約国に対する経済援助を停止するという修正案（ネザーカット修正, Nethercutt Amendment）が合衆国議会で可決され、12月8日、ブッシュ大統領がこれに署名した。

- 2008年6月20日、米国政府はBIAの締結を拒否する14のICC締約国に対する経済支援の停止措置（ネザーカット修正）の適用を免除する大統領令が発令されたことを発表。その政策面でも米国の反ICC政策の軟化傾向が明らかになってきている[59]
- 2010年5月31日、米国政府はICCの締約国会議に公式オブザーバー参加し代表団を派遣。帰国後の6月15日、同会議について、とくに侵略犯罪の議論に関する特別ブリーフィングを行い、その定義及び適用について「最も非道な犯罪が行われた事態についてのみ適用されるべきであるという理解に達することができたことを評価する」とした[60]。→侵略犯罪
- 2018年9月10日、ジョン・ボルトンは、米国国家安全保障問題担当大統領補佐官としての最初の演説で、ICC には抑制と均衡が欠けており、「論争のある定義が曖昧な犯罪に対する管轄権」を行使しており、「抑止と抑止に失敗している」と繰り返し述べ、ICCは「不必要」であると主張した[61]。さらに、ICCがアフガニスタンでの被拘禁者虐待の疑いで米国の軍人を起訴しようとする場合、米国は「自国民を保護するために」あらゆることを行うだろうと付け加えた。また、ヨルダン川西岸地区とガザ地区における人権侵害の申し立てをめぐり、イスラエルをICCに持ち込もうとするパレスチナを批判した[61]。ボルトンは強い反対派で、後のロシアによるウクライナ紛争時も、ロシア兵の戦争犯罪はロシアが裁くべきだとしている[62]。
- 2020年6月11日、ドナルド・トランプ米大統領はICCがアフガニスタン戦争に従事した米兵らへの戦争犯罪捜査を承認した[63]ことへの対抗措置として、米国民への捜査や訴追に関与したICC当局者への制裁を可能にする大統領令に署名した[64]。

- 2020年9月2日、米国大統領令第13928号による制裁対象として、ファトゥ・ベンソーダICC検察官及びファキソ・モチョチョコICC検察局管轄権・補完性・協力部長を指定。アメリカ国民を捜査するICCの取組に関与する特定の個人（certain individuals）への査証発給の禁止[65]。

- 2021年4月3日、米国政府がICC関係者に対する制裁措置の解除を発表[65]。

### アフリカ諸国
アフリカ諸国は、ICCはアフリカを狙い撃ちしていると不満を持ち、度々脱退が議論になる。事実、ICCによる捜査対象のほとんどがアフリカである。これは、ICC締結国のうちアフリカ諸国が4分の1以上を占め、武力紛争の発生が多いためとされる。ただし、国際刑事法上の適用という点で地域格差があるのは問題がある見方もある。
- 2013年10月、大統領ウフル・ケニヤッタと副大統領ウィリアム・ルトが選挙関連暴力の発生で訴追されたケニアは、同国議会でICC脱退を可決しただけでなく、アフリカ連合に対し首脳特別会議招集を要請。アフリカが狙い撃ち訴追されているとの不満が連合加盟諸国にあり、ローマ規程から集団脱退すべきとの声も出ているという。議長国エチオピアのハイレマリアム・デサレン首相は、「ICCのシステムに欠陥が生じている」と述べ、「ある種の人種狩りに陥っている」と批判した。この時脱退に賛同する国はなく、ケニアも脱退こそしなかったが捜査協力もせず、2016年にはICCが両者に対する訴追を取り下げた[67]。スーダンのオマル・アル＝バシール大統領も訴追されたが、逮捕に協力する国はなく、ICC締結国への外遊もこなした[66]。
- 2016年10月、ブルンジと南アフリカ、ガンビアが相次いで離脱を発表した[55][68]。これらの国も脱退理由もまた、アフリカの扱いへの不信感からであった。その後、南アフリカとガンビアは司法や内政状況から離脱を撤回したが[69]、ブルンジは翌年10月に正式脱退し、初の加盟国脱退となった[70]。
- 2017年1月、アフリカ連合は、ICCに対する問題点と既存制度の改革要求、新たな地域的な活動の導入を記した「脱退戦略文書」を公表した[66]。

### ロシア
- 2016年11月、ウラジーミル・プーチン大統領は、署名した大統領令に基づいて国際刑事裁判所から離脱すると表明。「真に独立した権限を持つ国際法廷になるという期待に応えられなかった」として効力のなさを批判した[71]。
- ICCは2023年3月17日、前年からのウクライナ侵攻において、占領地からの子供連れ去りに関与した疑いでプーチン大統領らに逮捕状を出した。これに対してロシア連邦捜査委員会は2023年3月20日、ICCのカリム・アハマド・カーン（英語版）主任検察官や赤根智子ら3人の裁判官に対する捜査を開始したと発表[72]。タス通信は同年5月19日、ロシア内務省がカーン主任検察官を指名手配したと報じた[73]。7月27日には赤根も指名手配されたことが報じられた[74]。9月26日にはピオトル・ホフマンスキ（英語版）ICC所長ら3人も指名手配されたことが報じられた[75]。

### フィリピン
- 2018年3月、ロドリゴ・ドゥテルテ大統領が、ローマ規程への批准を撤回すると明らかにした[76]。政府による超法規的な麻薬撲滅作戦で、多くの容疑者が精査されずに殺害されたことへの調査に対する反発の結果であった。ドゥテルテは作戦を継続し、2019年3月にフィリピンは史上2番目の国としてICCから脱退した[77]。

### その他
1998年の国際連合全権外交使節会議でローマ規程の採択に反対票を投じた国は以下の7か国である。
- アメリカ合衆国
- 中国：中国は、補完性の原則を正確に反映していない条文が規程に含まれていることに懸念を示してローマ規程の採択に反対した[54]。

- イスラエル：イスラエルは、2002年8月28日に、国際連合事務総長に対して署名撤回の通知書を送付したが国際連合の条約局はアメリカ合衆国の場合と同様、この通知を正式に受理していない[注釈 2]。

- イラク
- リビア
- カタール
- イエメン

また同会議では21か国が棄権しており、そのうち、インドとシンガポールの2か国は以下のことをその棄権理由としている。
- インド - 戦争犯罪の要素として大量破壊兵器（WMD：Weapons of Mass Destruction）を含むことを望んだが、国際刑事裁判所規程（ローマ規程）草案には含まれていたWMDを構成する生物兵器及び化学兵器が、採択の際には削除されたため。
- シンガポール - ローマ規程における最高刑が終身刑であり、死刑は科されないことについて、凶悪犯罪についても一切死刑が課されないことに疑問があるため。

1998年以後、ローマ規程の採択後も、ICCに対する反対を表明し続けているのは、イスラエル、インド、ジンバブエ、スーダンの4か国である。
ローマ規程の採択時に反対票を投じた国のうち、米国は国益を損なうという懸念から近年は軟化傾向にある。カタール、イエメンの両国は、近年は締約国会議（ASP）に出席するなど反対姿勢を変化させている。しかしイエメンの場合は、いったんは国際刑事裁判所規程（ローマ規程）への加盟を議会が承認することで賛成に転じたものの、後の再採決では否決に転じているため、他のイスラム諸国で同様の動きが発生することが懸念されている。